# 茨城農政事務所
茨城農政事務所（いばらきのうせいじむしょ）は、農林水産省の地方支分部局である関東農政局の出先機関だった。
2011年9月1日施行の「農林水産省設置法の一部を改正する法律」によって廃止された。

## 組織
- 水戸地域センター（水戸市北見町）
- 土浦地域センター（土浦市荒川沖東）
  - 筑西支所（筑西市丙筑西しもだて合同庁舎）

## 管内事務所
- 那珂川沿岸農業水利事業所（水戸市中河内町）
  - 那珂川沿岸農業水利事業所
- 霞ヶ浦用水農業水利事務所（下妻市下妻丙）
  - 霞ヶ浦用水農業水利事務所